# Átomo-gramo
La definición de un átomo-gramo de una sustancia es "la masa de dicho elemento contenida en el número de Avogadro de átomos"., , 
Si ponemos el ejemplo del carbono cuyo peso atómico es 12 g/mol podemos tener la siguiente relación:
1 At-g (C) = 12 g (C) → 6,022 x 1023 átomos (C)